# Bodil du meilleur acteur dans un second rôle
Le Bodil du meilleur acteur dans un second rôle (Bodilprisen for bedste mandlige birolle), est une récompense cinématographique danoise décernée par la Danske Filmkritikere (da), laquelle décerne également tous les autres Bodils.

## Palmarès
Note : L'année indiquée est celle de la cérémonie, récompensant les films sortis au cours de l'année précédente.

### Années 1940
- 1948 : Ib Schønberg pour Ta', hvad du vil ha'
- 1949 : Johannes Meyer pour  Støt står den danske sømand

### Années 1950
- 1951 : Ib Schønberg pour Café Paradis

### Années 1980
- 1986 : Ingolf David pour Ofelia kommer til byen
- 1987 : Peter Hesse Overgaard pour Cœurs flambés
- 1988 : Björn Granath pour Pelle le Conquérant
- 1989 : Erik Mørk pour Himmel og helvede

### Années 1990
- 1990 : Henning Moritzen pour Dansen med Regitze
- 1991 : Steen Svare pour Sirup
- 1992 : Nikolaj Lie Kaas pour Drengene fra Sankt Petri
- 1993 : Waage Sandø pour Kærlighedens smerte
- 1994 : Jesper Langberg pour Det forsømte forår
- 1995 : Holger Juul Hansen pour L'Hôpital et ses fantômes
- 1996 : Lars Knutzon pour Kun en pige
- 1997 : Zlatko Burić pour Pusher
- 1998 : Jesper Christensen pour Barbara
- 1999 : Nikolaj Lie Kaas pour Les Idiots

### Années 2000
- 2000 : Jesper Asholt pour Mifune
- 2001 : Nicolaj Kopernikus pour The Bench (Bænken)
- 2002 : Tommy Kenter pour Fukssvansen
- 2003 : Nikolaj Lie Kaas pour Open Hearts
- 2004 : Peter Steen pour Arven
- 2005 : Søren Pilmark pour Kongekabale
- 2006 : Nicolas Bro pour Dark Horse
- 2007 : Bent Mejding pour Drømmen (We Shall Overcome)
- 2008 : Morten Grunwald pour Hvid nat
- 2009 : Kim Bodnia pour Frygtelig lykkelig

### Années 2010
- 2010 : Jens Andersen pour Fri os fra det onde
- 2011 : Kurt Ravn pour Smukke mennesker
- 2012 : Lars Ranthe pour Dirch
- 2013 : Tommy Kenter pour Marie Krøyer
- 2014 : Roland Møller pour Northwest
- 2015 : Pilou Asbæk pour Stille hjerte
- 2016 : Louis Hofmann pour Under sandet (Les Oubliés, Land of Mine)
- 2017 : Lars Mikkelsen pour Der kommer en dag (The Day Will Come)
- 2018 : Søren Malling pour Den bedste mand
- 2019 : Lai Yde Holgaard pour Holiday

### Années 2020
- 2020 : Gustav Lindh pour Dronningen
- 2021 : Lars Brygmann pour Retfærdighedens Ryttere'